# Liste der Searchlight-Pictures-Filme
Diese Liste enthält alle Filme, die vom amerikanischen Filmstudio Searchlight Pictures seit 2020 produziert wurden. Für Fox Searchlight Filme, die vor der Umbenennung durch Disney nach der Übernahme von 20th Century Fox, veröffentlicht wurden, siehe Liste der Fox-Searchlight-Pictures-Filme. Bei unterschiedlichen Titeln steht gegebenenfalls hinter dem deutschen Titel auch der Originaltitel.

## 2020er
| US-Kinostart     | Titel                                                                                      | Anmerkungen |
| ---------------- | ------------------------------------------------------------------------------------------ | --- |
| 14. Februar 2020 | Downhill                                                                                   | Co-Produktion mit Filmhaus Films und Likely Story Erster Film, der unter dem neuen Namen Searchlight Pictures veröffentlicht wurde |
| 28. Februar 2020 | Ein Leben zwischen den Zeiten (Wendy)                                                      | Co-Produktion mit Department of Motion Pictures und Journeyman Pictures                                                            |
| 28. August 2020  | David Copperfield – Einmal Reichtum und zurück (The Personal History of David Copperfield) | Nur Vertrieb, Produktion von FilmNation Entertainment, Film4 und Wishmore Entertainment                                            |

## Kommende Filme
| US-Kinostart     | Titel                                      | Anmerkungen                                                                          |
| ---------------- | ------------------------------------------ | ------------------------------------------------------------------------------------ |
| 19. Februar 2021 | Nomadland                                  | Co-Produktion mit Highwayman Films, Hear/Say Productions und Cor Cordium Productions |
| 19. Februar 2021 | Antlers                                    | Co-Produktion mit Phantom Four Films und Double Dare You Productions                 |
| TBA              | The French Dispatch                        | Co-Produktion mit Indian Paintbrush und American Empirical Pictures                  |
| TBA              | The Night House                            | Co-Produktion mit Anton and Phantom Four Films                                       |
| TBA              | The Eyes of Tammy Faye                     | Co-Produktion mit Freckle Films, MWM Studios und Semi-Formal Productions             |
| TBA              | Next Goal Wins                             | Co-Produktion mit Imaginarium Productions                                            |
| TBA              | Nightmare Alley                            | Co-Produktion mit Double Dare You Productions                                        |
| TBA              | Going Electric                             | Co-Produktion mit The Picture Company und Veritas Entertainment Group                |
| TBA              | Solitary                                   | Co-Produktion mit Hunting Lane Films                                                 |
| TBA              | The Banshees of Inisheer                   | Co-Produktion mit Blueprint Pictures und Film4                                       |
| TBA              | Johnson Family Celebration                 | Co-Produktion mit Bird and a Bear Entertainment und Franklin Entertainment           |
| TBA              | Flamin' Hot                                | Co-Produktion mit Franklin Entertainment                                             |
| TBA              | Consume                                    | Co-Produktion mit 21 Laps Entertainment und Supper Club                              |
| TBA              | The Menu                                   | Co-Produktion mit Hyperobject Industries                                             |
| TBA              | Scotty and the Secret History of Hollywood | Co-Produktion mit Altimeter Films und Point Grey Pictures                            |